# 대한민국의 고속도로 분기점 목록
이 문서는 현재 대한민국에서 존재하는 고속도로 분기점이다.

## 수도권
| 분기점 이름   | 소재지            | 해당 고속도로 1       | 해당 고속도로 2       | 해당 고속도로 3       |
| ------------- | ----------------- | --------------------- | --------------------- | --------------------- |
| 경기광주 JC   | 경기도 광주시     | 중부고속도로          | 제2중부고속도로       | 광주원주고속도로      |
| 고양 JC       | 경기도 고양시     | 평택파주고속도로      | 수도권제1순환고속도로 |                       |
| 곤지암 JC     | 경기도 광주시     | 중부고속도로          | 수도권제2순환고속도로 |                       |
| 공항신도시 JC | 인천광역시 중구   | 제2경인고속도로       | 인천국제공항고속도로  |                       |
| 공항입구 JC   | 인천광역시 중구   | 인천국제공항고속도로  |                       |                       |
| 군자 JC       | 경기도 시흥시     | 영동고속도로          | 평택시흥고속도로      |                       |
| 금토 JC       | 경기도 성남시     | 경부고속도로          | 용인서울고속도로      |                       |
| 노오지 JC     | 인천광역시 계양구 | 수도권제1순환고속도로 | 인천국제공항고속도로  |                       |
| 도리 JC       | 경기도 시흥시     | 평택파주고속도로      | 영동고속도로          | 수도권제1순환고속도로 |
| 동시흥 JC     | 경기도 시흥시     | 평택파주고속도로      | 영동고속도로          | 수도권제1순환고속도로 |
| 동탄 JC       | 경기도 화성시     | 경부고속도로          | 수도권제2순환고속도로 |                       |
| 둔대 JC       | 경기도 군포시     | 서해안고속도로        | 영동고속도로          |                       |
| 마도 JC       | 경기도 화성시     | 평택시흥고속도로      | 수도권제2순환고속도로 |                       |
| 마장 JC       | 경기도 이천시     | 중부고속도로          | 제2중부고속도로       |                       |
| 봉대산 JC     | 경기도 고양시     | 평택파주고속도로      |                       |                       |
| 북로 JC       | 경기도 고양시     | 인천국제공항고속도로  | 평택파주고속도로      |                       |
| 산곡 JC       | 경기도 하남시     | 중부고속도로          | 제2중부고속도로       |                       |
| 서오산 JC     | 경기도 오산시     | 평택파주고속도로      | 오산화성고속도로      | 수도권제2순환고속도로 |
| 서용인 JC     | 경기도 용인시     | 영동고속도로          | 수도권제2순환고속도로 |                       |
| 서운 JC       | 인천광역시 계양구 | 수도권제1순환고속도로 | 경인고속도로          |                       |
| 서창 JC       | 인천광역시 남동구 | 영동고속도로          | 제2경인고속도로       |                       |
| 서평택 JC     | 경기도 평택시     | 서해안고속도로        | 평택제천고속도로      | 평택시흥고속도로      |
| 소하 JC       | 경기도 광명시     | 서해안고속도로        | 평택파주고속도로      |                       |
| 소흘 JC       | 경기도 포천시     | 세종포천고속도로      | 수도권제2순환고속도로 |                       |
| 신갈 JC       | 경기도 용인시     | 경부고속도로          | 영동고속도로          |                       |
| 안성 JC       | 경기도 안성시     | 경부고속도로          | 평택제천고속도로      |                       |
| 안현 JC       | 경기도 시흥시     | 수도권제1순환고속도로 | 제2경인고속도로       |                       |
| 여주 JC       | 경기도 여주시     | 중부내륙고속도로      | 영동고속도로          |                       |
| 연수 JC       | 인천광역시 연수구 | 제2경인고속도로       |                       |                       |
| 월곶 JC       | 경기도 시흥시     | 평택파주고속도로      | 영동고속도로          | 수도권제1순환고속도로 |
| 일직 JC       | 경기도 광명시     | 서해안고속도로        | 제2경인고속도로       |                       |
| 자유로 JC     | 경기도 고양시     | 수도권제1순환고속도로 |                       |                       |
| 조남 JC       | 경기도 시흥시     | 서해안고속도로        | 수도권제1순환고속도로 |                       |
| 판교 JC       | 경기도 성남시     | 경부고속도로          | 수도권제1순환고속도로 |                       |
| 팔곡 JC       | 경기도 안산시     | 서해안고속도로        | 영동고속도로          |                       |
| 팔탄 JC       | 경기도 화성시     | 수도권제2순환고속도로 |                       |                       |
| 평택 JC       | 경기도 평택시     | 평택파주고속도로      | 평택제천고속도로      |                       |
| 하남 JC       | 경기도 하남시     | 중부고속도로          | 수도권제1순환고속도로 |                       |
| 행주산성 JC   | 경기도 고양시     | 평택파주고속도로      |                       |                       |
| 학의 JC       | 경기도 의왕시     | 수도권제1순환고속도로 |                       |                       |
| 학익 JC       | 인천광역시 연수구 | 제2경인고속도로       |                       |                       |
| 호법 JC       | 경기도 이천시     | 중부고속도로          | 영동고속도로          |                       |
| 화도 JC       | 경기도 남양주시   | 수도권제2순환고속도로 | 서울양양고속도로      |                       |
| 화성 JC       | 경기도 화성시     | 평택파주고속도로      | 수도권제2순환고속도로 |                       |
| 88 JC         | 서울특별시 강서구 | 인천국제공항고속도로  |                       |                       |

## 충청권
| 분기점 이름 | 소재지            | 해당 고속도로 1  | 해당 고속도로 2      | 해당 고속도로 3      |
| ----------- | ----------------- | ---------------- | -------------------- | -------------------- |
| 공주 JC     | 충청남도 공주시   | 논산천안고속도로 | 서산영덕고속도로     |                      |
| 남이 JC     | 충청북도 청주시   | 경부고속도로     | 중부고속도로         |                      |
| 노은 JC     | 충청북도 충주시   | 평택제천고속도로 | 중부내륙고속도로     |                      |
| 논산 JC     | 충청남도 논산시   | 호남고속도로     | 논산천안고속도로     | 호남고속도로지선     |
| 당진 JC     | 충청남도 당진시   | 서해안고속도로   | 서산영덕고속도로     |                      |
| 대소 JC     | 충청북도 음성군   | 중부고속도로     | 평택제천고속도로     |                      |
| 동서천 JC   | 충청남도 서천군   | 서해안고속도로   | 서천공주고속도로     |                      |
| 북공주 JC   | 충청남도 공주시   | 논산천안고속도로 | 서산영덕고속도로     |                      |
| 비룡 JC     | 대전광역시 동구   | 경부고속도로     | 통영대전고속도로     | 대전남부순환고속도로 |
| 산내 JC     | 대전광역시 동구   | 통영대전고속도로 | 대전남부순환고속도로 |                      |
| 서공주 JC   | 충청남도 공주시   | 서산영덕고속도로 | 서천공주고속도로     |                      |
| 서대전 JC   | 대전광역시 유성구 | 호남고속도로지선 | 대전남부순환고속도로 |                      |
| 오창 JC     | 충청북도 청주시   | 옥산오창고속도로 | 중부고속도로         |                      |
| 옥산 JC     | 충청북도 청주시   | 경부고속도로     | 옥산오창고속도로     |                      |
| 유성 JC     | 대전광역시 유성구 | 서산영덕고속도로 | 호남고속도로지선     |                      |
| 제천 JC     | 충청북도 제천시   | 평택제천고속도로 | 중앙고속도로         |                      |
| 천안 JC     | 충청남도 천안시   | 경부고속도로     | 논산천안고속도로     |                      |
| 청주 JC     | 충청북도 청주시   | 경부고속도로     | 서산영덕고속도로     |                      |
| 충주 JC     | 충청북도 충주시   | 평택제천고속도로 | 중부내륙고속도로     |                      |
| 회덕 JC     | 대전광역시 대덕구 | 경부고속도로     | 호남고속도로지선     |                      |

## 호남권
| 분기점 이름 | 소재지                | 해당 고속도로 1  | 해당 고속도로 2  | 해당 고속도로 3 |
| ----------- | --------------------- | ---------------- | ---------------- | --------------- |
| 고서 JC     | 전라남도 담양군       | 광주대구고속도로 | 호남고속도로     |                 |
| 고창 JC     | 전북특별자치도 고창군 | 서해안고속도로   | 고창담양고속도로 |                 |
| 남원 JC     | 전북특별자치도 남원시 | 광주대구고속도로 | 순천완주고속도로 |                 |
| 담양 JC     | 전라남도 담양군       | 광주대구고속도로 | 고창담양고속도로 |                 |
| 대덕 JC     | 전라남도 담양군       | 호남고속도로     | 고창담양고속도로 |                 |
| 문흥 JC     | 광주광역시 북구       | 광주대구고속도로 | 호남고속도로     |                 |
| 순천 JC     | 전라남도 순천시       | 남해고속도로     | 순천완주고속도로 |                 |
| 완주 JC     | 전북특별자치도 완주군 | 익산포항고속도로 | 순천완주고속도로 |                 |
| 익산 JC     | 전북특별자치도 익산시 | 익산포항고속도로 | 호남고속도로     |                 |
| 장성 JC     | 전라남도 장성군       | 호남고속도로     | 고창담양고속도로 |                 |
| 장수 JC     | 전북특별자치도 장수군 | 익산포항고속도로 | 통영대전고속도로 |                 |
| 죽림 JC     | 전라남도 무안군       | 서해안고속도로   |                  |                 |
| 함평 JC     | 전라남도 함평군       | 무안광주고속도로 | 서해안고속도로   |                 |

## 경남권
| 분기점 이름 | 소재지            | 해당 고속도로 1  | 해당 고속도로 2      | 해당 고속도로 3 |
| ----------- | ----------------- | ---------------- | -------------------- | --------------- |
| 기장 JC     | 부산광역시 기장군 | 동해고속도로     | 부산외곽순환고속도로 |                 |
| 김해 JC     | 경상남도 김해시   | 남해고속도로     | 중앙고속도로지선     |                 |
| 내서 JC     | 경상남도 창원시   | 중부내륙고속도로 | 남해고속도로제1지선  |                 |
| 냉정 JC     | 경상남도 김해시   | 남해고속도로     | 남해고속도로제2지선  |                 |
| 노포 JC     | 부산광역시 금정구 | 경부고속도로     | 부산외곽순환고속도로 |                 |
| 대감 JC     | 경상남도 김해시   | 중앙고속도로     | 부산외곽순환고속도로 |                 |
| 대동 JC     | 경상남도 김해시   | 중앙고속도로     | 중앙고속도로지선     |                 |
| 대저 JC     | 경상남도 김해시   | 남해고속도로     | 중앙고속도로         |                 |
| 밀양 JC     | 경상남도 밀양시   | 함양울산고속도로 | 중앙고속도로         |                 |
| 산인 JC     | 경상남도 함안군   | 남해고속도로     | 남해고속도로제1지선  |                 |
| 서울주 JC   | 울산광역시 울주군 | 경부고속도로     | 함양울산고속도로     |                 |
| 양산 JC     | 경상남도 양산시   | 경부고속도로     | 중앙고속도로지선     |                 |
| 언양 JC     | 울산광역시 울주군 | 경부고속도로     | 울산고속도로         |                 |
| 울산 JC     | 울산광역시 울주군 | 울산고속도로     | 동해고속도로         |                 |
| 울주 JC     | 울산광역시 울주군 | 함양울산고속도로 | 동해고속도로         |                 |
| 진례 JC     | 경상남도 김해시   | 남해고속도로     | 남해고속도로제3지선  |                 |
| 진영 JC     | 경상남도 김해시   | 남해고속도로     | 부산외곽순환고속도로 |                 |
| 진주 JC     | 경상남도 진주시   | 남해고속도로     | 통영대전고속도로     |                 |
| 창원 JC     | 경상남도 창원시   | 남해고속도로     | 남해고속도로제1지선  |                 |
| 칠원 JC     | 경상남도 함안군   | 중부내륙고속도로 | 남해고속도로         |                 |
| 함양 JC     | 경상남도 함양군   | 광주대구고속도로 | 통영대전고속도로     |                 |

## 경북권
| 분기점 이름 | 소재지                          | 해당 고속도로 1  | 해당 고속도로 2      | 해당 고속도로 3      |
| ----------- | ------------------------------- | ---------------- | -------------------- | -------------------- |
| 고령 JC     | 경상북도 고령군                 | 광주대구고속도로 | 중부내륙고속도로     |                      |
| 군위 JC     | 대구광역시 군위군               | 중앙고속도로     | 영천상주고속도로     |                      |
| 금호 JC     | 대구광역시 북구                 | 경부고속도로     | 중앙고속도로         | 중부내륙고속도로지선 |
| 김천 JC     | 경상북도 김천시                 | 경부고속도로     | 중부내륙고속도로     |                      |
| 낙동 JC     | 경상북도 상주시                 | 서산영덕고속도로 | 중앙고속도로         |                      |
| 도동 JC     | 대구광역시 동구                 | 경부고속도로     | 익산포항고속도로     |                      |
| 동대구 JC   | 대구광역시 동구                 | 경부고속도로     | 중앙고속도로         |                      |
| 동명동호 JC | 경상북도 칠곡군 대구광역시 북구 | 중앙고속도로     | 대구외곽순환고속도로 |                      |
| 상매 JC     | 대구광역시 동구                 | 경부고속도로     | 중앙고속도로         | 대구외곽순환고속도로 |
| 상주 JC     | 경상북도 상주시                 | 서산영덕고속도로 | 영천상주고속도로     |                      |
| 안동 JC     | 경상북도 안동시                 | 서산영덕고속도로 | 중앙고속도로         |                      |
| 영천 JC     | 경상북도 영천시                 | 경부고속도로     | 영천상주고속도로     |                      |
| 옥포 JC     | 대구광역시 달성군               | 광주대구고속도로 | 중부내륙고속도로지선 |                      |
| 칠곡 JC     | 경상북도 칠곡군                 | 경부고속도로     | 대구외곽순환고속도로 |                      |
| 현풍 JC     | 대구광역시 달성군               | 중부내륙고속도로 | 중부내륙고속도로지선 |                      |
| 화산 JC     | 경상북도 영천시                 | 익산포항고속도로 | 영천상주고속도로     |                      |

## 강원권
| 분기점 이름 | 소재지                | 해당 고속도로 1  | 해당 고속도로 2  | 해당 고속도로 3 |
| ----------- | --------------------- | ---------------- | ---------------- | --------------- |
| 강릉 JC     | 강원특별자치도 강릉시 | 영동고속도로     | 동해고속도로     |                 |
| 만종 JC     | 강원특별자치도 원주시 | 영동고속도로     | 중앙고속도로     |                 |
| 신평 JC     | 강원특별자치도 원주시 | 광주원주고속도로 | 중앙고속도로     |                 |
| 양양 JC     | 강원특별자치도 양양군 | 서울양양고속도로 | 동해고속도로     |                 |
| 원주 JC     | 강원특별자치도 원주시 | 영동고속도로     | 광주원주고속도로 |                 |
| 춘천 JC     | 강원특별자치도 춘천시 | 중앙고속도로     | 서울양양고속도로 |                 |

## 같이 보기
- 대한민국의 고속도로 나들목 목록